# Mysłaków (województwo łódzkie)
Mysłaków – wieś w Polsce położona w województwie łódzkim, w powiecie łowickim, w gminie Nieborów.
Położona przy szlakach komunikacyjnych: kolejowym i drogowym, Łowicz (Łódź) – Warszawa. We wsi mieści się Szkoła Podstawowa im. Marii Konopnickiej, remiza ochotniczej straży pożarnej i zlewnia mleka.
| SIMC    | Nazwa      | Rodzaj    |
| ------- | ---------- | --------- |
| 0733330 | Bąkowiec   | kolonia   |
| 0733346 | Brzozówek  | część wsi |
| 0733352 | Dąbrówek   | część wsi |
| 0733381 | Malin      | część wsi |
| 0733398 | Nowa Wieś  | część wsi |
| 0733406 | Stara Wieś | część wsi |

## Historia
Pierwotna nazwa to Myślaków. Wieś po raz pierwszy wzmiankowana w 1359 roku w dokumencie Siemowita III.
Słownik geograficzny Królestwa Polskiego i innych krajów słowiańskich z roku 1885 tak opisuje miejscowość:

Mysłaków, wieś, folwark i os. młyn nad rzeką Skierniewką, przy ujściu jej do Bzury, powiat łowicki, gmina Nieborów, parafia Bednary, odległość 4 wiorsty od Łowicza, 3 wiorsty od Bednar. Posiada szkołę począt. ogólną, 96 domów, 683 mieszkańców. Folwark, stanowiący wieczystą dzierżawę należącą do dóbr Nieborów, ma 9 domów, 635 morg. obszaru (253 mr. roli, 131 mr. lasu). Wieś ma 94 osad, 907 mr. ziemi, 87 domów i 663 mieszkańców. Do szkoły uczęszcza 76 dzieci. Mysłaków został nabyty przez kapitułę łowicką wraz ze wsią Łupina (dziś Arkadya) za nieoznaczoną w akcie sumę (emptas per ipsum capitulum pro certa summa pecuniarum, Lib. ben. Łask., II: 545). Kmiecie Mysłakowa płacili kapitule 6 marek czynszu rocznego, młyn dawał cztery do pięciu marek dochodu. Tak podaje dokument, zamieszczony w zbiorze Łaskiego wśród przywilejów i nadań kolegiaty łowickiej. Przy opisie parafii Bednary powiedziano znowu (II: 269), iż sołtys z Mysłakowa daje na mocy postanowienia arcyb Jakóba z Sienna jedną markę zamiast dziesięciny, kmiecie zaś zamiast mesznego i kolendy po 2 grosze z łanu i daniny zbożowe (maldratae) na stół arcybiskupi.

Wieś duchowna położona była w drugiej połowie XVI wieku w powiecie sochaczewskim ziemi sochaczewskiej województwa rawskiego. Była wsią klucza kompińskiego arcybiskupów gnieźnieńskich, od 1543 roku wieś kapituły kolegiaty łowickiej.
W czasie II wojny światowej, w następstwie walk toczonych podczas bitwy nad Bzurą w 1939 r., znaczna część zabudowań Mysłakowa uległa spaleniu.
W latach 1954–1959 wieś należała i była siedzibą władz gromady Mysłaków, po jej zniesieniu w gromadzie Arkadia. W latach 1975–1998 miejscowość administracyjnie należała do województwa skierniewickiego. Wierni Kościoła rzymskokatolickiego należą do Parafii w Bednarach. We wsi znajduje się kaplica.